# Estación de 5 de Outubro
La Estación Ferroviária del 5 de Outubro, también llamada Apeadero del Cinco de Outubro, fue una plataforma ferroviaria en Lisboa, Portugal, construida en la década de 1990. Se integraba en la red ferroviaria nacional como un apeadero en el término de un corto ramal en vía doble, que enlazaba en la Línea de Cintura, al sur, en el PK 6,7 de esta.
Servía de estación terminal a dos circulaciones de la Línea de Sintra oriundas de Amadora y de Cacém. Tras la Estación de Rossio, era la estación que más servía al centro de Lisboa, situándose junto a la avenida homónima y muy próxima de la Estación de Entrecampos.
En 1998, en el ámbito de la restructuración de CP Lisboa, causada por la Expo 98 y, por la entrada en servicio de la línea del Puente 25 de abril, el Apeadero de 5 de Outubro fue demolido y sustituido en sus funciones por una prolongación al oeste de la Estación de Entrecampos, en el lado norte de la Línea de Cintura — la llamada Estación de Entrecampos Poente.
- Datos: Q5845564